# Trigona recursa
Trigona recursa är en biart som beskrevs av Smith 1863. Trigona recursa ingår i släktet Trigona och familjen långtungebin. Inga underarter finns listade i Catalogue of Life.